# Njuserra Ini
Njuserra Ini/Isi/Izi ("Onaj od Raove snage"; na grčkom zvan Rathoris [Ratoris]) je bio faraon drevnoga Egipta, vladar koji je vladao tijekom 5. dinastije. Postoje teorije o tome kako je došao na vlast i kada.

## Životopis

### Rođenje i djetinjstvo
Njuserra se rodio kao sin kralja Neferirkare Kakaija i kraljice Kentkaues II. Pri rođenju mu je dano ime Ini. Neferirkara je već imao sina koji će poslije vladati kao Neferefra. Dvojica braće, Neferefra i Ini, zajedno su živjeli na dvoru. Njihov je otac bio omiljen zbog svoje dobrote i blagonaklonosti prema ljudima.

### Vladavina
Neferefra je naslijedio oca. Međutim, vladao je vrlo kratko, te ga je naslijedio - kako se čini - neki Šepseskara Isi, kojeg je pak naslijedio - možda, što je vrlo vjerojatno, svrgnuo - Ini, koji je postao kralj i nazvao se Njuserra. On je bio zakoniti nasljednik te je zauzeo prijestolje koje mu je pripadalo. Sagradio je hram Sunca zvan Raovo veselje. Poveo je pohode u Libiju i Aziju. 
Jedna njegova žena zvala se Reptinub. Imao je još jednu ženu te kćer Kamerernebti, koja se udala za vezira Ptahšepsesa.

### Smrt i pokop
Njuserra je nakon smrti pokopan u piramidi u Abusiru. Naslijedio ga je Menkauhor Kaiu, koji mu je vrlo vjerojatno bio sin.

## Vanjske poveznice
- Egipatski kraljevi (engl.)
- Njuserra (engl.)